# George Houvardas
George Houvardas es un actor australiano, más conocido por haber interpretado a Nick Karandonis en la serie australiana Packed to the Rafters.

## Biografía
George tiene herencia griega, es hijo de Michael, un contador y de Anette una maestra, tiene dos hermanos Steve y Tony.
Se graduó de un curso intensivo de 12 meses del Screenwise en Sídney, Australia. También fue alumno de la Escuela de Actores de Teatro y Televisión (en inglés: Actors College of Theatre and Television). En ocasiones trabaja en el restaurante de su familia Piato, en McMahons Point.

## Carrera
En el 2008 obtuvo su primer papel importante en la televisión cuando se unió al elenco de la exitosa serie dramática Packed to the Rafters donde interpretó al griego Nick Karandonis, hasta el final de la serie el 2 de julio de 2013.
En el 2010 participó en la décima temporada del concurso de baile australiano Dancing with the Stars, su compañera fue la bailarina Luda Kroitor, la pareja quedó en cuarto lugar.

## Filmografía
Series de televisión
| Año         | Título                | Personaje               | Notas         |
| ----------- | --------------------- | ----------------------- | ------------- |
| 2008 - 2013 | Packed to the Rafters | Nick "Carbo" Karandonis | 121 episodios |
| 2009        | East West 101         | Tony                    | 3 episodios   |

Apariciones
| Año  | Programa                     | Notas                                                |
| ---- | ---------------------------- | ---------------------------------------------------- |
| 2014 | Shaun Micallef's Mad as Hell | episodio # 4.8 - interpretó a Geoffrey Rush de joven |
| 2010 | Dancing with the Stars       | 8 episodios - concursante                            |

## Premios y nominaciones
| Año  | Categoría                    | Premio      | Serie                 | Resultado |
| ---- | ---------------------------- | ----------- | --------------------- | --------- |
| 2010 | Cleo Bachelor of the Year    | -           | -                     | Nominado  |
| 2009 | Most Popular New Male Talent | Logie Award | Packed to the Rafters | Nominado  |